# Кацвін
Кацвін (пол. Kacwin, нім. Katzwinkel) — село в Польщі, у гміні Лапше-Нижнє Новотарзького повіту Малопольського воєводства.
Населення — 1236 осіб (2011).
У 1975—1998 роках село належало до Новосондецького воєводства.

## Географія
Селом протікають річки Кацвінянка і Остурнянський потік.

## Демографія
Демографічна структура станом на 31 березня 2011 року:
|          | Загалом | Допрацездатний вік | Працездатний вік | Постпрацездатний вік |
| -------- | ------- | ------------------ | ---------------- | -------------------- |
| Чоловіки | 622     | 136                | 420              | 66                   |
| Жінки    | 614     | 128                | 379              | 107                  |
| Разом    | 1236    | 264                | 799              | 173                  |